# Decaspermum neurophyllum
Decaspermum neurophyllum là một loài thực vật có hoa trong Họ Đào kim nương. Loài này được K.Schum. & Lauterb. mô tả khoa học đầu tiên năm 1900.